# Вест Фолс (Пенсилванија)
Вест Фолс (енгл. West Falls) насељено је место без административног статуса у америчкој савезној држави Пенсилванија.

## Демографија
По попису из 2010. године број становника је 382.
| Група             | 2000.    | 2010.       |
| Белци             | 0 (0,0%) | 367 (96,1%) |
| Афроамериканци    | 0 (0,0%) | 3 (0,8%)    |
| Азијати           | 0 (0,0%) | 0 (0,0%)    |
| Хиспаноамериканци | 0 (0,0%) | 10 (2,6%)   |
| Укупно            | 0        | 382         |